# Словацьке телебачення
Словацьке Телебачення (STV; словац. Slovenská televízia) — державна мережа (громадське телебачення) в Словаччині. Створена в 1991 з однієї частини Чехословацького телебачення, заснованої в 1956. STV фінансується спільно від зборів за телевізійні ліцензії, рекламу і з державної скарбниці.
На поточний момент мережа складається з двох каналів: Jednotka («Одиниця») і Dvojka («Двійка») (звані STV1 і STV2 перед заміною найменувань у 2004).  Trojka («Трійка»), спортивний канал, запущений в 2008, перестав працювати 30 червня 2011 року. Ці канали покривають всю територію Словаччини. 1 січня 2011 Словацьке телебачення і Словацьке радіо об'єднані в Радіо і телебачення Словаччини.